# 마르코 베라티
마르코 베라티(이탈리아어: Marco Verratti, 1992년 11월 5일, 페스카라 ~)는 이탈리아의 축구 선수로, 현재 카타르 스타스 리그의 알두하일에서 중앙 미드필더로 활약하고 있다.

## 어린 시절
베라티는 페스카라에서 태어났고, 라퀼라에서 자랐다. 어린 시절 그는 유벤투스를 응원했고 팀의 레전드이자 이탈리아 축구 국가대표팀의 플레이메이커였던 알레산드로 델 피에로의 팬이였다. 베라티의 재능은 어린 나이에 관심을 끌게되어 아탈란타와 인테르나치오날레 유소년팀 입단 신청을 받았지만, 그는 고향팀인 페스카라와 5천 유로에 계약을 맺었다. 페스카라 U-16 팀에서 밀란을 상대로 인상적인 활약을 펼친후, 30만 유로의 입단 제안을 받기도 하였다.

## 선수 경력

### 페스카라
중앙 미드필더로서의 재능과 뛰어난 패스실력을 가진 베라티는 페스카라의 유소년팀을 거치며 발전하였고, 16살이였던 2008-09 시즌에 1군 무대 데뷔를 하였다. 2009-10 시즌에는 페스카라에서 더 정기적으로 출전하였고 1군의 주축 선수가 되었다. 그의 활약은 이탈리아 언론들로부터 뛰어난 재능을 가진 잠재적인 미래와 이탈리아 국가대표의 거물이라고 보도되었다.
즈데녝 제만 감독 하의 2011-12 시즌에, 그는 감독의 상징적인 4-3-3 포메이션에서 딥-라잉 플레이메이커로 이동 배치되었고, 더 많은 언론들의 주목을 받았다. 그는 새 포지션에서 즉시 팀의 상징적인 존재가 되었다.

### 파리 생제르맹
2012년 7월 18일, 베라티는 프랑스 리그 1에 소속된 파리 생제르맹과 5년 계약을 맺었다. 2012년 8월 11일, 그는 파리의 파르크 데 프랭스에서 열린 로리앙과의 리그 1 개막전에서 선발로 출전하며 새 팀에 데뷔하였다. 그는 2012-13 시즌 동안 39경기에 출전하며, PSG의 챔피언스리그 경기에서 핵심적인 역할을 맡으며 9경기 출전하였다. 2013년 8월 20일, 베라티는 PSG와 1년 연장 계약을 체결하며 2018년까지 팀에 남게 되었다.
베라티의 PSG에서의 두 번째 시즌은 리그 2연패와 쿠프 드 라 리그를 우승해내며 첫 시즌보다 보다 더욱 성공적이었다. 베라티는 2013–14 시즌 리그 1의 베스트 11에 포함된것을 포함하여 리그 1 올해의 유망주에 오르기도 하였다.
2014년 9월 30일, 홈에서 3-2로 승리를 거둔 바르셀로나와의 챔피언스리그 조별 예선 경기에서 헤딩으로 골을 넣었다.

### 알아라비
2023년 9월 13일, 카타르 스타스 리그의 알아라비로 이적했다. 언론 보도에 따르면 이적료는 4천500만 유로이다.

## 국가대표팀 경력
2012년 2월 28일, 베라티는 프랑스와의 친선경기에서 선발로 출전하며 이탈리아 U-21 국가대표팀 경기에 처음 출전하였다. U-21 국가대표팀 소속으로 그는 2013년 UEFA U-21 선수권 대회에 참가하였다.
그는 토리노의 안젤로 오그본나와 더불어 체사레 프란델리의 UEFA 유로 2012를 위한 32인 예비명단에 포함된 세리에 B 선수 2명 중 한명이었다. 그는 2012년 5월 28일 최종 엔트리에서 낙마하였다.
2012년 8월 15일, 베라티는 1-2로 패한 스위스 베른에서의 잉글랜드 친선전에서 이탈리아 성인 국가대표팀 신고식을 치르었다.
2013년 2월 6일, 베라티는 네덜란드와의 친선경기에서 국제경기 1호골을 득점하였고, 경기는 1-1로 종료되었다.

## 경력 통계

### 클럽
2024년 12월 20일 기준
| 시즌      | 클럽          | 리그 | 리그 | 컵   | 컵   | 대륙 | 대륙 | 기타 | 기타 | 합계 | 합계 |
| 시즌      | 클럽          | 출장 | 득점 | 출장 | 득점 | 출장 | 득점 | 출장 | 득점 | 출장 | 득점 |
| --------- | ------------- | ---- | ---- | ---- | ---- | ---- | ---- | ---- | ---- | ---- | ---- |
| 2008–09   | 페스카라      | 7    | 0    | 2    | 0    | -    | -    | -    | -    | 10   | 0    |
| 2009–10   | 페스카라      | 8    | 1    | 0    | 0    | -    | -    | -    | -    | 13   | 1    |
| 2010–11   | 페스카라      | 28   | 1    | 1    | 0    | -    | -    | -    | -    | 29   | 1    |
| 2011–12   | 페스카라      | 31   | 0    | 1    | 0    | -    | -    | -    | -    | 32   | 0    |
| 2012–13   | 파리 생제르맹 | 27   | 0    | 3    | 0    | 9    | 0    | 0    | 0    | 39   | 0    |
| 2013–14   | 파리 생제르맹 | 21   | 0    | 5    | 0    | 8    | 0    | 1    | 0    | 43   | 0    |
| 2014-15   | 파리 생제르맹 | 32   | 2    | 9    | 0    | 7    | 1    | 1    | 0    | 49   | 3    |
| 2015-16   | 파리 생제르맹 | 18   | 0    | 4    | 0    | 5    | 0    | 1    | 0    | 28   | 0    |
| 2016-17   | 파리 생제르맹 | 28   | 3    | 7    | 0    | 7    | 0    | 1    | 0    | 43   | 3    |
| 2017-18   | 파리 생제르맹 | 22   | 0    | 7    | 0    | 8    | 2    | 1    | 0    | 38   | 2    |
| 2018-19   | 파리 생제르맹 | 26   | 0    | 4    | 1    | 7    | 0    | 1    | 0    | 38   | 1    |
| 2019-20   | 파리 생제르맹 | 20   | 0    | 7    | 0    | 9    | 0    | 1    | 0    | 37   | 0    |
| 2020-21   | 파리 생제르맹 | 21   | 0    | 2    | 0    | 7    | 0    | 1    | 0    | 31   | 0    |
| 2021-22   | 파리 생제르맹 | 24   | 2    | 3    | 0    | 5    | 0    | 0    | 0    | 32   | 2    |
| 2022-23   | 파리 생제르맹 | 29   | 0    | 1    | 0    | 7    | 0    | 1    | 0    | 37   | 0    |
| 2023-24   | 알-아라비     | 17   | 0    | 4    | 0    | -    | -    | -    | -    | 21   | 0    |
| 2024-25   | 알-아라비     | 8    | 1    | 3    | 0    | -    | -    | 1    | 1    | 12   | 2    |
| 경력 합계 | 경력 합계     | 375  | 10   | 63   | 1    | 79   | 3    | 10   | 1    | 527  | 15   |

1 코파 이탈리아 레가 프로 경기 포함.
2 쿠프 드 라 리그, 트로페 데 샹피옹 경기 포함.

### 국가대표팀 득점 기록
| #  | 날짜            | 경기장                           | 상대         | 점수 | 최종결과 | 대회           |
| -- | --------------- | -------------------------------- | ------------ | ---- | -------- | -------------- |
| 1. | 2013년 2월 6일  | 암스테르담 아레나, 암스테르담    | 네덜란드     | 1–1  | 1–1      | 친선경기       |
| 2. | 2019년 3월 26일 | 스타디오 에니오 타르디니, 파르마 | 리히텐슈타인 | 2-0  | 6-0      | 유로 2020 예선 |
| 3. | 2019년 6월 11일 | 유베 스타디움, 토리노            | 보스니아     | 2-1  | 2-1      | 유로 2020 예선 |

## 수상

#### 페스카라
- 세리에 B : 2011-12

#### 파리 생제르맹
- 리그 1 : 2012–13, 2013–14, 2014–15, 2015–16, 2017–18, 2018–19, 2019–20, 2021–22, 2022–23
- 쿠프 드 프랑스 : 2014–15, 2015–16, 2016–17, 2017–18, 2019–20, 2020–21
- 쿠프 드 라 리그 : 2013–14, 2014–15, 2015–16, 2016–17, 2017–18, 2019–20
- 트로페 데 샹피옹 : 2013, 2014, 2015, 2016, 2017, 2018, 2019, 2020, 2022
- UEFA 챔피언스리그 준우승 : 2019-20

#### 이탈리아
- UEFA 유로 : 2020[11]
- UEFA 네이션스리그 3위 : 2020-21, 2022-23

### 개인
- 브라보 상 : 2012
- 세리에 B 올해의 선수 : 2012
- UEFA U-21 유로 대회 베스트 : 2013
- 리그 1 올해의 팀 : 2012–13, 2013–14, 2014–15, 2015–16, 2016–17, 2017–18, 2018–19
- 리그 1 올해의 영플레이어 : 2013-14
- 리그 1 올해의 외국인 선수 : 2014-15
- 리그 1 이 달의 선수 2회
- 팔로네 아주로 : 2015
- 이탈리아 공화국 공로장 5등급 : 2021